# Дедово (Днепропетровская область)
Дедово (укр. Дідове) — село,
Дмитровский сельский совет,
Верхнеднепровский район,
Днепропетровская область,
Украина.
Код КОАТУУ — 1221084102. Население по переписи 2001 года составляло 162 человека.

## Географическое положение
Село Дедово находится на расстоянии в 0,5 км от села Вольные Хутора.
По селу протекает пересыхающий ручей с запрудой.